# Euphorbia multifida
Euphorbia multifida — вид рослин із родини молочайних (Euphorbiaceae), ендемік Квазулу-Натал.

## Опис
Це рослина заввишки 10–15 см. Стеблові листки чергові, сидячі, широко яйцеподібні, загострені, на обох поверхнях дрібно запушені. Період цвітіння: пізня весна, літо.

## Поширення
Ендемік Квазулу-Натал. Населяє степи.